# زلزال ريو دي لا بلاتا 1888
زلزال ريو دي لا بلاتا 1888 هو زلزالٌ وقعَ في ريو دي لا بلاتا في الأرجنتين بتاريخ 5 يونيو 1888.